# アンソニー・ボーディン
アンソニー・ボーデイン（Anthony Michael Bourdain, 1956年6月25日 - 2018年6月8日）は、アメリカ合衆国のシェフ、作家、番組司会者である。愛称は"トニー"。著書に『シェフの災難』、『キッチン・コンフィデンシャル』、『アペティート・クックブック』等がある。

## 経歴
ニューヨーク市にて出生し、ニュージャージー州レオニアにて育つ。第一次世界大戦後にフランスから父方の祖父がニューヨーク市に移住してきたため、フランス系と母方のユダヤ系の血筋を持つ。父親はカメラ店のセールスマンとレコード店のフロアマネージャーの兼業だったが、後にコロンビア・レコードの重役となった。母親はニューヨークタイムズの編集者として何年か働いていたことがある。
ドワイト＝イングルウッド・スクールを1973年に卒業後、ヴァッサー大学に入学するも2年で退学。ニューヨーク市郊外にある権威ある料理学校、カリナリー・インスティテュート・オブ・アメリカ(CIA）を1978年に卒業する。
ケープコッドでレストランの皿洗いとして飲食業界に入った。一時はヘロインとコカインの中毒にもなったが1980年代に薬物を絶ち、1998年には当時人気だったマンハッタンの「ブラッスリー・レアール（en:Brasserie Les Halles）」の料理長となる。同店の東京支店のために来日したことがあり、この日本滞在で全く異なる新しい世界があることを知り、これが人生の転機になったと後に語っている。
生活費を稼ぐために1日12時間以上働くような日々を44歳まで送っていたが、料理業界の舞台裏を描いた『キッチン・コンフィデンシャル』の成功により、一躍有名人となる。
以降、本の執筆のほか、テレビで帯番組を持つなど、食と旅をテーマに精力的に活躍していたが、2018年6月に番組撮影のために滞在していたフランスのホテルで自殺した。2016年の番組の中で、孤独を感じ鬱状態に陥ることがあるとセラピストに語っていた。

## 私生活
マンハッタン区アッパー・イースト・サイド在住。高校時代にガールフレンドのナンシー・プトコスキー（Nancy Putkoski）と1985年に結婚するも、20年ほどの結婚生活を経て2005年に離婚。
アンソニーの親友で、ミシェラン3つ星レストランル・ベルナルディンのシェフであるエリック・リパート（仏語読みはリペール）の紹介にて知り合った、2人目の妻オッタヴィア・ブシア（Ottavia Busia、イタリア人、総合格闘技ファイター）との間に一人娘アリアンヌ（Ariane、2007年誕生）がいるが、結婚9年目の2016年にアンソニーの過密撮影スケジュールが理由で離婚。
その前後より、『アンソニー世界を駆ける』ローマ編の撮影中に知り合った、イタリア・ホラーの巨匠、ダリオ・アルジェントの娘で女優/映画監督のアーシア・アルジェントと交際。
またLSDを500回以上摂取したことを、Netflixの『サイケな世界〜スターが語る幻覚体験〜』で述べている。
2018年6月8日、『アンソニー世界を駆ける』の撮影中にフランスのケゼルスベールのホテルの部屋で死亡しているのを発見された。死因はバスローブのベルトで首をつった上での自殺であった。アンソニーの遺体を発見したのは、コラボレーターとして同行していた親友のエリック・リパートだった。

## 料理人として
『キッチン・コンフィデンシャル』によれば、ボーディンが食に目覚めたのは少年時代に家族旅行中のフランスで初めて食べた牡蠣だという。ヴァッサー大学在学中には、マサチューセッツ州プロヴィンスタウンのシーフードレストランで下働きとして働いていた。1978年のCIA卒業後に、ニューヨーク市の様々なレストランで働いたのち、1998年にはブラッスリー・レアールの総料理長に就任した。

## 作家として
2000年に高級レストランの裏側を描いた著書『キッチン・コンフィデンシャル』を出版、大ヒットとなった。他の著作にノンフィクション『A Cook's Tour』、ミステリー『シェフの災難」』等がある。
また、2012年にはジョエル・ローズとの共同原作でDCコミックス/ヴァーティゴ・コミックからグラフィックノベル『ゲット・ジロー』（Get Jiro!、作画：ラングドン・フォス）を出版した。2018年1月から『Hungry Ghosts（餓鬼）』シリーズを出版開始した。これは日本の百物語怪談会の形を借りたホラーコミックである。

## TV番組監督・ホスト・出演者として
2002年よりTV番組製作に関わり、世界中を駆け回り、フードと文化をテーマをとしたトラベル番組（en:A Cook's Tour (TV series)）を撮影。
2005年より『アンソニー世界を喰らう』をディスカバリーチャンネルで放映開始、2009年にエミー賞受賞。
2013年から、CNNのトラベル・チャンネル『アンソニー世界を駆ける』のホストを務め、エミー賞を4回受賞している。
2015年のアメリカ映画『マネー・ショート 華麗なる大逆転』には、サブプライム住宅ローン危機の問題を飲食業界の裏になぞらえて語る本人役で出演。
2020年、Netflix制作『サイケな世界〜スターが語る幻覚体験〜』に出演。

## 著作
- 『シェフの災難』西田佳子訳、早川書房、1997年
- 『容赦なき銃火』西田佳子訳、早川書房、1999年
- 『キッチン・コンフィデンシャル』野中邦子訳、土曜社、2015年3月（初版は新潮社、2001年）
- 『クックズ・ツアー』野中邦子訳、土曜社、	2015年9月（初版は新潮社 『世界を食いつくせ! : キッチン・コンフィデンシャル・ワールド・エディション』 2003年）
- 『Appetites: A Cookbook』2016年

## 日本との関係
「ブラッスリー・レアール（en:Brasserie Les Halles）」東京店のための滞日経験が人生の転機になったと語っているほか、テレビホストとしても幾度も来日し、「残りの人生でたった一つの都市でしか食事をできないとしたら東京を選ぶ」と番組や雑誌のインタビューで答えている。
自身の番組で日本を何度も取り上げ、とくに東京は最初に撮影した場所であり、全番組中もっとも多く登場した都市だった。
- 『A Cook's Tour』シーズン 1 のエピソード 1、2、6  ‐ ２シーズン35回続いた番組。東京取材で始まり、その後熱海も紹介[14]
- 『No Reservations（アンソニー世界を喰らう）』シーズン2（エピソード1"Asia Special: China & Japan"、7"Japan"）、シーズン 4 (エピソード 16"Tokyo") 、シーズン 8 (エピソード 5"Japan: Cook It Raw") ‐ 大阪などの紹介、東京では剣道や華道も紹介し、のちに訪日観光客の人気となったコンビニの卵サンドもシェフのデイビッド・チャン（en:David Chang）に勧められていち早く紹介している [14]
- 『Parts Unknown（アンソニー世界を駆ける）』シーズン 2 (エピソード 8"Tokyo") 、シーズン 8 (エピソード 7"Japan with Masa")  ‐ 食のほか、日本の性風俗やサブカルチャーを紹介。ヨネクラボクシングジムや前田俊夫、友人の寿司職人・安田直道などが登場し、2回目の日本取材では金沢や安田の故郷の那須塩原を訪問[14]

## 参照
- Bourdain, Anthony. Kitchen Confidential: Adventures in the Culinary Underbelly, Updated ed., New York: Harper Perennial (January 9, 2007).
- Bourdain's biography on TravelChannel.com

## 関連書
- 『Down and Out in Paradise: The Life of Anthony Bourdain』（チャールズ・リーアセン著）2022年